# Buick Avenir
La Buick Avenir è un Concept car costruita dalla casa automobilistica statunitense Buick nel 2015.

## Contesto
L'Avenir fu svelata al pubblico durante il Salone dell'automobile di Detroit nel 2015 come studio di concetto sullo stile dei prossimi modelli del marchio. La linea è opera di Warrack Leach.
Il nome Avenir significa futuro in francese. Il veicolo adotta una propulsore V6 ad iniezione diretta di nuova generazione con un sistema che permette la disattivazione di alcuni cilindri quando la potenza richiesta è contenuta. A bordo è presente un touchpad da 12 pollici per il sistema di Infotainment.
L'illuminazione è affidata ai led ed il veicolo è inoltre dotato di connessione 4G.
Costruita sul telaio denominato Omega Platform, la Avenir adotta un cambio automatico a 9 rapporti.
L'anno successivo alla presentazione venne comunicato che non ci sarebbe stato nessuno sbocco produttivo.